# Краљевски музеј Онтарија
Краљевски музеј Онтарија (енгл. Royal Ontario Museum), скраћено РОМ, се налази у Торонту у канадској провинцији Онтарио. Представља највећи канадски природословни музеј светске културе. РОМ је пети највећи музеј у Северној Америци, који садржи преко 6 милиона експоната у 40 галерија. Познат је по збиркама диносауруса, блискоисточне и афричке, источноазијске уметности, европске и канадске историје. У њему су редовно гостују све светске изложбе културе, најпознатије су биле о Тутанкамону, Теракота ратницима и Титанику.
Музеј је смештен на углу улице Блур и пута Авењу, северно од Квинс парка и источно од Философерс пута на Универзитету у Тороноту. Музеј је основан 1857. године као Природословни и музеј лепих уметности од стране Toronto Normal Schoolа а у данашњем облику је с радом почео 1912. године када је провинцијска влада донела Закон о Краљевском музеју Онтарија. До 1968. године је њиме управљао Универзитет у Торонту, а од тада је независна институција, иако блиско сарађује са Универзитетом.